# 玛丽亚·科托
玛丽亚·葆拉·科托·冈萨雷斯（西班牙語：María Paula Coto González；1998年3月2日—），哥斯达黎加女子足球运动员，司职后卫，目前效力于阿拉胡埃伦斯体育俱乐部和哥斯达黎加国家女子足球队。她曾代表哥斯达黎加参加2022年中北美洲及加勒比海女子足球锦标赛和2023年国际足联女子世界杯等多场国际赛事。